# L'Homme de la plaine
Pour les articles homonymes, voir Laramie.
Ne doit pas être confondu avec L'Homme des plaines ou L'Homme des Hautes Plaines.
Pour plus de détails, voir Fiche technique et Distribution.
L’Homme de la plaine (The Man from Laramie) est un film américain réalisé par Anthony Mann, sorti en 1955. C'est le dernier des cinq films du cycle de westerns d'Anthony Mann avec James Stewart.

## Synopsis
Will Lockhart convoie des marchandises en provenance de Laramie, il approche bientôt de Coronado. Dans ce lieu perdu jouxtant un territoire apache, une colonne de l'armée a été récemment décimée par les Indiens. Les marchandises livrées, Will Lockart s'attarde. Il a des raisons très personnelles de rester pour comprendre qui a fourni des fusils aux Apaches. Il apprend vite, et à ses dépens, que la ville a un maître tyrannique, Alec Waggoman, flanqué d'un fils caractériel sur lequel personne ne semble avoir prise et d'un contremaître ambitieux.

## Fiche technique
- Titre original : The Man from Laramie
- Titre français : L’Homme de la plaine
- Réalisation : Anthony Mann
- Scénario : Philip Yordan et Frank Burt (en) d'après un roman [1] de Thomas T. Flynn
- Direction artistique : Cary Odell
- Décors : James Crowe
- Photographie : Charles Lang
- Son : John P. Livadary
- Montage : William A. Lyon
- Musique : George Duning
- Production : William Goetz
- Société de production : William Goetz Productions, Columbia Pictures
- Société de distribution : Columbia Pictures
- Pays de production :  États-Unis
- Langue originale : anglais
- Format : couleur (Technicolor) — 35 mm — 2,55:1 (CinemaScope) — son Stéréo 4 pistes (RCA Sound Recording)
- Genre : western
- Durée : 104 minutes
- Dates de sortie :
  - États-Unis : 31 août 1955 (première à New York)
  - Belgique : 28 octobre 1955
  - France : 30 novembre 1955
- Affiches : André Bertrand, Boris Grinsson (France)

## Distribution
- James Stewart (V.F. : Roger Tréville) : Will Lockhart, transporteur et capitaine de cavalerie
- Arthur Kennedy (V.F. : Lucien Bryonne) : Vic Hansbro, contremaître chez les Waggoman
- Donald Crisp (V.F. : Abel Jacquin) : Alec Waggoman, propriétaire de ranch, potentat de Corodano
- Cathy O'Donnell (V.F. : Thérèse Rigaut) : Barbara Waggoman (en VF Wagonnet),  propriétaire du magasin général et nièce des Waggoman
- Alex Nicol (V.F. : Serge Lhorca) : Dave Waggoman
- Aline MacMahon (V.F. : Yvette Andreyor) : Kate Canady
- Wallace Ford (V.F. : Paul Ville) : Charley O’Leary
- Jack Elam : Chris Boldt
- John War Eagle : Frank Darrah, employé du magasin de Barbara
- James Millican : Tom Quigby
- Gregg Barton : Fritz
- Boyd Stockman : Spud Oxton
- Frank DeKova : le père franciscain
- William Catching : un conducteur de mules
- Frosty Royce : un conducteur de mules
- Eddy C. Waller : le docteur Selden

Cascades
Jack N. Young
Source et légende : Version française (V.F.) sur Objectif Cinéma

## Production

### Scénario
Le scénario est écrit par Philip Yordan et Frank Burt (en) d'après une histoire parue dans le Saturday Evening Post de Thomas T. Flynn. Lors d'un entretien avec les Cahiers du cinéma, Anthony Mann explique : 

« Si on m'avait laissé entièrement libre pour L'Homme de la plaine, Stewart n'aurait pas été un personnage venu de l'extérieur. J'en aurais fait le frère aîné du jeune homme et la violence des rapports entre les personnages du drame en aurait été accrue ; en fait, il aurait même découvert à la fin que son père était le véritable auteur du trafic d'armes avec les Indiens. Je crois qu'ainsi l'histoire aurait eu bien plus de force, mais le producteur n'a pas osé. »

— Anthony Mann

## Musique
- The Man from Larami de Lester Lee et Ned Washington.